# Verwässerungsschutz
Als Verwässerungsschutz (oder Verwässerungsschutzklausel; englisch anti dilution clause) werden im Finanzwesen Klauseln bezeichnet, die bei Kapitalerhöhungen der Verhinderung von bestimmten Wertminderungen aus Aktien oder Anleihen und damit dem Anlegerschutz dienen.

## Allgemeines
Kapitalverwässerung besagt, dass entweder die Zahl der Finanzierungstitel einer Aktiengesellschaft relativ stärker gestiegen ist als deren Vermögen oder bei einer unveränderten Anzahl und Struktur der Finanzierungstitel das Vermögen gesunken ist. In beiden Fällen ergibt sich eine Wertminderung der Finanzierungstitel.
Die Klauseln sollen tatsächliche oder potenzielle Aktionäre oder Inhaber von Anleihen vor möglichen Vermögensschäden schützen. Derartige Klauseln sind in den Anleihe- oder Emissionsbedingungen enthalten.

## Ursachen
Typische Ursachen einer Kapitalverwässerung sind:
- Kapitalerhöhung, bei welcher der Emissionskurs der neuen Aktien unterhalb des Börsenkurses der alten Aktien liegt;
- Kapitalerhöhung durch Emission von Gratisaktien;
- Gewährung von Genussrechten an Aktionäre ohne Gegenleistung;
- Ausschüttung von Dividenden, die den Jahresüberschuss übersteigen;
- Veräußerung von Aktiva und Ausschüttung der Erlöse an die Aktionäre.

In allen Fällen erleiden die Aktionäre eine Wertminderung des inneren Werts ihrer Aktien. Bei Kapitalerhöhungen wird diese Wertminderung durch das Bezugsrecht ausgeglichen, bei den übrigen Fällen erfolgt der Ausgleich durch die Gewährung von Vermögensvorteilen (Vorzugsrechte oder Ausschüttungen).

## Betroffene Finanzierungstitel
Vom Verwässerungsschutz erfasste Finanzierungstitel können Aktien, Geschäftsanteile, Gewinnschuldverschreibungen, Optionsanleihen oder Wandelobligationen sein. Diese Finanzierungstitel besitzen für ihren Inhaber einen inneren Wert, der bei Kapitalmaßnahmen einer Wertminderung unterliegen kann. Liegt bei einer Kapitalerhöhung der Börsenkurs der neuen Aktien unterhalb des Kurses der alten Aktien, so trifft die Altaktionäre eine Kapitalverwässerung. Um die Inhaber vor derartigen Wertminderungen zu schützen, gibt es den Verwässerungsschutz. 															

## Wirtschaftliche Aspekte
Der wichtigste Verwässerungsschutz ist für Aktionäre im Falle einer Kapitalerhöhung das gesetzliche Bezugsrecht. Als Ausgleich für die Kursverwässerung erhält der Aktionär hierdurch für jede alte Aktie ein Bezugsrecht, dessen Wert genau der Wertminderung einer alten Aktie entspricht. Bei Wandelobligationen kann dieses Recht nicht von vorneherein vereinbart werden, sondern erst bei der Beschlussfassung in der Hauptversammlung berücksichtigt werden. Die Aktiengesellschaft muss zusichern, dass sie alle Maßnahmen ergreifen wird, um ein Bezugsrecht einzuräumen. In der Praxis sind Klauseln üblich, die auf eine Veränderung der Anleihebedingungen oder eine Verminderung der Zuzahlungen abstellen. Der Verwässerungsschutz kann darin bestehen, dass der Wandlungspreis gesenkt oder gar keine Zuzahlung vereinbart wird. Der gesetzliche Zwang, dass sich bedingtes Kapital im gleichen Verhältnis erhöhen muss wie das Grundkapital, führt zu einer Verbesserung des Wandlungsverhältnisses. Werden bei Optionsanleihen vor Beginn der Optionsfrist junge Aktien ausgegeben, so wird dies den Aktienkurs beeinflussen, insbesondere, wenn der Emissionskurs der jungen Aktien deutlich unterhalb des Kurses der alten Aktien liegt. Um die Inhaber von Optionsscheinen hiervor zu schützen, kann ihnen die Aktiengesellschaft zusichern, dass die Inhaber ebenfalls junge Aktien beziehen dürfen oder vorsehen, dass Optionskurs oder Optionsverhältnis entsprechend angepasst werden. Beim Aktiensplit kommt es zu keiner Kapitalverwässerung, weil sich das Grundkapital lediglich auf mehr Aktien verteilt als vorher.
Im Fremdkapital kann eine Verwässerung stattfinden, wenn weitere Gläubiger hinzukommen und im gleichen Rang wie die bisherigen Gläubiger stehen oder erstmals Kreditsicherheiten oder bessere Kreditsicherheiten als die bisherigen Gläubiger erhalten. Bei den bisherigen Gläubigern erhöht sich hierdurch das Insolvenzrisiko, weil ihre Gläubigerposition verwässert wird. Zum Schutz hiervor wird eine Negativerklärung im Kreditvertrag vereinbart.